# Olga Kurban
Olga Kurban (née le 16 décembre 1987 à Irkoutsk) est une athlète russe, spécialiste des épreuves combinées.

## Palmarès
| Date | Compétition                    | Lieu     | Résultat | Épreuve    |
| ---- | ------------------------------ | -------- | -------- | ---------- |
| 2007 | Championnats du monde          | Osaka    | 19e      | Heptathlon |
| 2008 | Hypo-Meeting                   | Götzis   | 3e       | Heptathlon |
| 2008 | Jeux olympiques                | Pékin    | 13e      | Heptathlon |
| 2009 | Championnats d'Europe en salle | Turin    | 4e       | Pentathlon |
| 2009 | Championnats d'Europe espoirs  | Kaunas   | 2e       | Heptathlon |
| 2011 | Universiade                    | Shenzhen | 1re      | Heptathlon |
| 2012 | Jeux olympiques                | Londres  | 18e      | Heptathlon |

## Records

### Records personnels
| Épreuve           | Performance   | Lieu         | Date         |
| ----------------- | ------------- | ------------ | ------------ |
| 100 mètres haies  | 13 s 29       | Tcheliabinsk | 15 juin 2008 |
| Saut en hauteur   | 1,85 m        | Irkoutsk     | 5 août 2011  |
| 200 mètres        | 23 s 67       | Tcheboksary  | 2 juin 2012  |
| Lancer du poids   | 14,11 m       | Tcheboksary  | 2 juin 2012  |
| Saut en longueur  | 6,51 m        | Tcheliabinsk | 16 juin 2008 |
| Lancer du javelot | 49,23 m       | Tcheliabinsk | 16 juin 2008 |
| 800 mètres        | 2 min 11 s 38 | Tcheboksary  | 3 juin 2012  |
| Heptathlon        | 6 559 pts     | Tcheliabinsk | 16 juin 2008 |

| Épreuve          | Performance   | Lieu              | Date           |
| ---------------- | ------------- | ----------------- | -------------- |
| 60 mètres haies  | 8 s 31        | Turin             | 6 mars 2009    |
| Saut en hauteur  | 1,86 m        | Moscou            | 7 février 2012 |
| Lancer du poids  | 14,68 m       | Moscou            | 7 février 2012 |
| Saut en longueur | 6,43 m        | Saint-Pétersbourg | 3 février 2008 |
| 800 mètres       | 2 min 12 s 95 | Turin             | 6 mars 2009    |
| Pentathlon       | 4 792 pts     | Moscou            | 7 février 2012 |